# Phyllanthus myriophyllus
Phyllanthus myriophyllus är en emblikaväxtart som beskrevs av Ignatz Urban. Phyllanthus myriophyllus ingår i släktet Phyllanthus och familjen emblikaväxter. Inga underarter finns listade i Catalogue of Life.